# Velikonoční oktáv
Velikonoční oktáv je týden liturgického roku, který začíná nedělí Zmrtvýchvstání Páně a končí na Bílou neděli, tj. 2. neděli velikonoční (o 7 dní později, včetně Velikonoční neděle celkem 8 dní, proto oktáv). V křesťanství jsou Velikonoce coby slavnost Kristova vítězství nad smrtí největším svátkem, a proto samotný den slavnosti je jakoby prodloužen do osmi dní, kdy si věřící má uvědomit velikost a význam Kristova vzkříšení pro svůj život.
V dějinách církve probíhaly v tomto týdnu katecheze neofytů, kteří nosívali po celý týden bílé roucho na znamení toho, „že oblékli Krista“. Oktáv je charakterizován radostí z vykoupení člověka Pánem Ježíšem Kristem, který v člověku působí skrze křest, ostatní svátosti a dalšími způsoby.
Každý den velikonočního oktávu má v liturgii vlastní mešní formulář. V bohoslužbě slova se čtou Skutky apoštolů a evangelia o Kristově vzkříšení a odpovědi učedníků na tuto událost. V dnešní době je běžné, že se slavnost velikonočního oktávu odráží pouze v druhém z těchto dní, totiž ve Velikonočním pondělí, které je dnem pracovního klidu a kdy se též dopoledne slaví slavnostní liturgie.